# Pseudotolida
Pseudotolida is een geslacht van kevers uit de familie spartelkevers (Mordellidae).
Het geslacht is voor het eerst wetenschappelijk beschreven in 1950 door Ermisch.

## Soorten
Het geslacht omvat de volgende soorten:
- Pseudotolida awana (Kôno, 1932)
- Pseudotolida ephippiata (Champion, 1891)
- Pseudotolida menoko (Kôno, 1932)
- Pseudotolida morimotoi Nomura, 1967
- Pseudotolida multisulcata Nomura, 1966
- Pseudotolida sinica Fan & Yang, 1995